# 広陵町町歌
「広陵町町歌」（こうりょうちょうちょうか）は、日本の奈良県北葛城郡広陵町が制定した町歌である。作詞は大山浩平、作曲はキダ・タロー。
本記事では、町歌と同一の告示で制定された町民音頭の「広陵町音頭」についても解説する。

## 解説
1977年（昭和52年）に広陵町の成立20周年を記念して町民憲章および町木・町花の選定と合わせて役場内に「広陵町町歌等選定委員会」を設置し、同年12月20日付の告示で町歌と町民音頭が制定された。
町歌の作曲はCMソングの名手として知られたキダ・タローに依頼されたもので、奈良県内では他に「山添村村歌」および葛城市歌「緑の風」を手掛けている。キダは2015年（平成27年）9月に町制60周年記念事業として開催された「広陵かぐや姫まつり」でゲストに呼ばれ、町立広陵中学校吹奏楽部の町歌演奏で自ら指揮を行った。
制定時に朝日ソノラマがボニージャックスの歌唱でA面に町歌、B面に「広陵町音頭」を収録したレコード（規格品番：SS-3832）を製造している。B面収録の「広陵町音頭」の作曲者は大前成之だが、例規集・レコードとも作詞者の個人名はクレジットされておらず監修「広陵町町歌等選定委員会」の名義となっている。役場では始業時に町歌を演奏しており、仕事始めと仕事納めでは職員全員による斉唱を行っている。
広陵町に関係する町歌および町民音頭以外の楽曲としては、2015年に選定されたイメージソング「広き陵（おか）」（作詞：大山真人、作曲：米谷幸）がある。